# Garrulax mitratus
El charlatán mitrado (Garrulax mitratus) es una especie de ave paseriforme de la familia Leiothrichidae propia del sureste asiático. Anteriormente se consideraba conespecífico del charlatán de Treacher.

## Distribución y hábitat
Se encuentra únicamente en la isla de Sumatra y el sur de la península de Malaca. Su hábitat natural son los bosques húmedos tropicales montanos.